# Tabou (série télévisée)
Pour les articles homonymes, voir Tabou (homonymie).
Tabou est un téléroman québécois en 24 épisodes de 45 minutes scénarisé par Anne Boyer et Michel D'Astous, diffusé entre le 28 février 2002 et le 25 mars 2003 sur le réseau TVA.

## Synopsis
Bertrand et Manon Vandelac sont toujours à la recherche de leur fille Sarah, disparue il y a sept ans, sans laisser de traces.

## Distribution

### Acteurs principaux
- Louise Portal : Manon Lévesque
- Germain Houde : Bertrand Vandelac
- Sébastien Ricard : Émile Charest
- Catherine Trudeau : Sarah Vandelac
- Catherine Proulx-Lemay : Roxane Vandelac
- Christine Foley : Jacynthe Thibault
- Marie Charlebois : Colette Lévesque
- Claude Lemieux : Luc Messier
- Jean-Nicolas Verreault : Patrick Simard

### Acteurs secondaires
- Jacques Allard : Serge
- Victoria Barkoff : Britany
- Christian Bégin : Vallier Belzile
- Raymond Bouchard : Robert Boisvert
- Sacha Bourque : Guillaume Vandelac
- Éric Cabana : détective
- Chip Chuipka : John Matthew Mitchell
- Gilbert Comtois : Walter
- Martin Dubreuil : informaticien
- Muriel Dutil : Aline Simard
- Gillian Ferrabee : Diana
- Annie-Claude Gagnon : Nancy-Sarah
- Valérie Gervais : Audrey
- Claude Léveillée : Normand Bélanger
- Alexis Martin : Jean-Thomas Vandelac
- Pier Paquette : Marcel Beaudoin
- Marie-Josée Picard : infirmière d'urgence
- Michèle Poitras : Roselyn
- Luc Proulx : Gilles Huot
- Naoual Rachdaoui : Mme Boujenoui
- Miguel Retamal : Alonzo
- Daniel Rousse : Benoît
- Christian Saint-Denis : Richard
- Stéphane Simard : Ronald
- Yves Soutière : David Lavallée
- Denis Trudel : Mathias

## Fiche technique
- Scénarisation : Anne Boyer et Michel D'Astous
- Réalisation : Louis Choquette, Claude Desrosiers et Lyne Charlebois
- Coproducteur : Jocelyn Deschênes (Sphère Média Plus)
- Producteurs : Jacques Blain et Jocelyn Deschênes
- Production : Cirrus Communications

## Épisodes

### Première saison (2002)
- Nouvelles informations dérangeantes (#07)
- La Passion de l'espoir (#08)

### Deuxième saison (2002-2003)
- Tout un choc (#11)
- Point de non retour (#16)
- La Finale (#24)

## Distinctions

### Nominations
- Prix Gémeaux, 2 nominations, 2002.
- Prix Gémeaux, 6 nominations, 2003.

### Récompenses
- 2002 : Prix Gémeaux du meilleur premier rôle masculin - dramatique : Germain Houde